# ヘンリー・アレクサンダー (第3代スターリング伯爵)
第3代スターリング伯爵ヘンリー・アレクサンダー（英語: Henry Alexander, 3rd Earl of Stirling、1644年8月没）は、スコットランド貴族。

## 生涯
初代スターリング伯爵ウィリアム・アレクサンダーの長男）とジャネット・アースキン（Janet Erskine、1630年以前没、サー・ウィリアム・アースキンの娘）の三男として生まれた。
1637年12月10日、メアリー・ヴァンロア（Mary Vanlore、1644年8月18日以降没、初代準男爵ピーター・ヴァンロアの娘）と結婚、1男2女をもうけた。
- ヘンリー（1639年頃 – 1691年） - 第4代スターリング伯爵、子供あり
- メアリー（1662年4月12日以前没） - ロバート・リー（Robert Lee）と結婚
- ジェーン（1707年1月14日と3月1日の間に没）

1640年5月に兄ウィリアム（1638年3月没）の息子ウィリアムが死去すると、スターリング伯爵の爵位を継承した。
1644年8月に死去、長男ヘンリーが爵位を継承した。